# Langelandia hypogea
Langelandia hypogea is een keversoort uit de familie somberkevers (Zopheridae). De wetenschappelijke naam van de soort werd in 1936 gepubliceerd door Joseph Henri Adelson Normand.